# Barhi (Katni)
Barhi is een nagar panchayat (plaats) in het district Katni van de Indiase staat Madhya Pradesh. 

## Demografie
Volgens de Indiase volkstelling van 2001 wonen er 10.923 mensen in Barhi, waarvan 53% mannelijk en 47% vrouwelijk is. De plaats heeft een alfabetiseringsgraad van 58%. 